# Luc Dhoore
Lucien Jozef Juliaan (Luc) Dhoore (Waarschoot, 4 december 1928 – Genk, 10 februari 2021) was een Belgisch politicus. Hij was staatssecretaris en minister voor de Christelijke Volkspartij (CVP).

## Levensloop
In zijn jeugd was Dhoore actief in de jeugdbeweging KSA Jong-Vlaanderen, samen met toekomstig premier Wilfried Martens. Hij volgde met Martens ook secundair onderwijs aan het Sint-Vincentiuscollege in Eeklo.
Dhoore was doctor in de rechten en licentiaat in de politieke en sociale wetenschappen aan de Katholieke Universiteit Leuven. Hij werkte in de jaren 1950 als jurist op het kabinet van minister van Onderwijs Pierre Harmel en werd daarna directeur van de personeelsdienst van de steenkoolmijn van Winterslag.
Hij schafte zich in de jaren 1960 een partijkaart aan van de CVP en behoorde tot de ACW-vleugel van de partij. Voor de CVP was hij van 1971 tot 1988 gemeenteraadslid van Genk en van 1969 tot 1993 voor het arrondissement Hasselt lid van de Kamer van volksvertegenwoordigers, waar hij ondervoorzitter, van 1988 tot 1991 CVP-fractievoorzitter en van 1991 tot 1993 quaestor was.
Van december 1971 tot oktober 1980 zetelde hij als gevolg van het toen bestaande dubbelmandaat ook in de Cultuurraad voor de Nederlandse Cultuurgemeenschap, die op 7 december 1971 werd geïnstalleerd. Vanaf 21 oktober 1980 tot januari 1993 was hij lid van de Vlaamse Raad, de opvolger van de Cultuurraad en de voorloper van het huidige Vlaams Parlement.
Van 1972 tot 1981 bekleedde hij verschillende mandaten in de Belgische regering:
- 1972 tot 1973: staatssecretaris voor Streekeconomie in de Regering-G. Eyskens V en de Regering-Leburton
- 1973 tot 1976: staatssecretaris voor Streekeconomie, Ruimtelijke Ordening en Huisvesting in de Regering-Leburton, de Regering-Tindemans I en de regering-Tindemans II
- 1976 tot 1977: minister van Sociale Voorzorg in de Regering-Tindemans III
- 1977 tot 1980: minister van Volksgezondheid en Milieu in de Regering-Tindemans IV, de Regering-Vanden Boeynants II, de Regering-Martens I en de Regering-Martens II
- mei tot oktober 1980: minister van Sociale Voorzorg in de Regering-Martens III
- 1980 tot 1981: minister van Volksgezondheid en Sociale Voorzorg in de Regering-Martens IV en de Regering-M. Eyskens.

De wet van 4 juli 1989 betreffende de beperking en de controle van de verkiezingsuitgaven [...], de financiering en de open boekhouding van de politieke partijen wordt doorgaans als de "wet-Dhoore" benoemd.
In 2009 werd Luc Dhoore de eerste ereburger van de stad Genk. Hij was eveneens voorzitter van het Nationaal Centrum voor Ontwikkelingssamenwerking en het Vlaams Centrum voor Integratie van Migranten. Ook was Dhoore lid van AWEPA, de associatie van Europese parlementariërs die democratie in Afrika ondersteunt, en zette hij zich samen met zijn echtgenote in als vrijwilliger in het Grote Merengebied.
Dhoore was gehuwd en hij had vijf kinderen. Hij overleed in 2021 op 92-jarige leeftijd.